# The Animals' Christmas
| Recensione              | Giudizio |
| ----------------------- | -------- |
| AllMusic                | [ 1 ]    |
| Dizionario del Pop-Rock | [ 2 ]    |

The Animals' Christmas è il sesto album in studio da solista del cantante statunitense Art Garfunkel, realizzato in collaborazione con la cantante statunitense Amy Grant e pubblicato nel dicembre del 1986.
Si tratta di un disco natalizio che racconta la nascita di Gesù dal punto di vista degli animali presenti.

## Tracce

### LP
Lato A
Testi e musiche di James Layne Webb, eccetto dove indicato.
1. The Annunciation – 2:38
2. The Creatures of the Field – 2:31
3. Just a Simple Little Tune – 2:53
4. The Decree – 3:25
5. Incredible Phat – 4:58
6. The Friendly Beasts – 3:21 (Tradizionale; musica di Jimmy Webb)

Lato B
Testi e musiche di James Layne Webb, eccetto dove indicato.
1. The Song of the Camels – 2:42 (Testi da un poema di Elizabeth Coatsworth; musica di Jimmy Webb)
2. Words from an Old Spanish Carol – 3:40
3. Carol of the Birds – 1:58
4. The Frog – 5:14
5. Herod – 4:21
6. Wild Geese – 3:39

## Formazione
- Art Garfunkel - voce
- Amy Grant - voce
- Jimmy Webb - pianoforte
- Steve Gadd - batteria
- Paul Halley - organo Hammond
- Eric Weissberg - banjo, chitarra acustica
- Elliott Randall - chitarra elettrica
- Joe Osborn - basso
- Rob Mounsey - sintetizzatore
- Gordon Gottlieb - percussioni
- Peter Presser - violoncello
- George Young - sax
- Stephen Bayly - voce (solo)
- Nicholas Dykes - voce (solo)
- Jonathan Jenkins - voce (solo)
- Declan Costello - voce (solo)
- Kings College School Choir - cori

Note aggiuntive
- Art Garfunkel, Jimmy Webb, Geoff Emerick - produttori
- Parti orchestra registrati al CTS Studios di Wembley, Inghilterra
- Cori (Kings College School Choir) registrati al St. Paul's Church di Wimbledon, Inghilterra
- Parti vocali (e mixing) registrati al Air Studios di Montserrat, Indie occidentali
- Sovraincisioni effettuate al The Hit Factory di New York City, New York
- Parti vocali registrati al Bullet Recording di Nashville, Tennessee
- Organo della The Cathedral of St. John the Divine di New York City, New York
- Geoff Emerick, Roy Halee e Jon Kelly - ingegneri delle registrazioni
- Stuart Breed - assistente ingegneri delle registrazioni
- Mastering effettuato da Greg Calbi al Sterling Sound di New York City, New York
- Geoff Emerick, Nicole Graham, Stuart Breed e Art Garfunkel - remix
- Christopher Austopchuk - art director
- Abby Levine - artista
- Ringraziamenti speciali a: Lori Martakos, Laura Goldfader, Mandy Oates, Elliott Sroka, Audio Effects[4]